# 関東申次
関東申次（かんとうもうしつぎ）は、関東執奏（かんとうしっそう）とも言い、鎌倉時代の朝廷に設けられた役職で、鎌倉幕府側の六波羅探題とともに朝廷・院と幕府の間の連絡・意見調整を行った。

## 沿革
関東申次には、初めは幕府側の私的な指名を受けて特定の貴族が就任していた。寛元4年（1246年）に九条道家が失脚した以後は、幕府による指名によって任命される正式な役職となり、源頼朝と婚姻関係（姪の嫁ぎ先）があった西園寺家当主による事実上の世襲となる。
承久の乱以後、原則として朝廷の重要事項の決定には関東申次を経由して幕府の許可を得ることになった。大覚寺統と持明院統による皇位継承争いの激化に伴って、皇位継承問題や宮中の人事の是非も関東申次の一存がその帰趨を握るようになり、その権威は大きくなっていった。
だが、西園寺家当主の個人的関係（大覚寺統側との不仲）から次第に持明院統寄りの態度を取るようになると、大覚寺統は申次を無視して幕府との直接交渉を展開するようになり、14世紀に入ると急速に求心力を失っていく。やがて、大覚寺統の後醍醐天皇が鎌倉幕府を滅ぼすと西園寺家への風当たりが強くなり、最後の関東申次であった権大納言西園寺公宗は謀反の疑いで処刑されている。

## 歴代の関東申次
寛元4年（常設化）以前、複数人いた時期もある
- 吉田経房（頼朝の上西門院蔵人時代の同僚で、友人ともされるが不明点が多い）
- 坊門信清（源実朝の義父）
- 西園寺公経（頼朝の姪婿、将軍九条頼経外祖父）
- 近衛家実（後堀河朝期の摂政）
- 九条道家（公経の娘婿、将軍九条頼経実父）
- 近衛兼経（道家の娘婿、道家の補佐役）
- 一条実経（道家の子、九条頼経の弟、道家の補佐役）

寛元4年（常設化）以後、西園寺家当主による世襲
1. 西園寺実氏（公経の子）
2. 西園寺実兼（実氏の孫、先に病死した父・公相に代わる）
3. 西園寺公衡（実兼の子）
4. 西園寺実兼（公衡病死に伴い、復職）
5. 西園寺実衡（実兼の孫、公衡の子）
6. 西園寺公宗（実衡の子、鎌倉幕府滅亡により廃止）